# کستل دل مونته
کستل دل مونته (به ایتالیایی: Castel del Monte) یک منطقهٔ مسکونی در ایتالیا است که در استان لاکویلا واقع شده‌است.

## خصوصیات
کستل دل مونته ۵۷٫۸۳ کیلومترمربع مساحت و ۴۶۷ نفر جمعیت دارد و ۱٬۳۴۶ متر بالاتر از سطح دریا واقع شده‌است.

## خواهرخوانده
شهر Somain خواهرخواندهٔ کستل دل مونته هست.